# Selago angolensis
Selago angolensis là một loài thực vật có hoa trong họ Huyền sâm. Loài này được Rolfe miêu tả khoa học đầu tiên năm 1900.